# Fort Armstrong
Fort Armstrong var en militär anläggning för USA:s armé i närheten av dagens Rock Island Arsenal i Illinois från 1816 till 1836. 
Fortet namngavs efter John Armstrong, Jr..

## Bakgrund
Under 1812 års krig hade USA fördrivits från Nordvästterritoriet. Fort Madison, Fort Shelby, Fort Mackinac och andra amerikanska militära etablissemang övergavs. Genom freden i Gent återgick territoriet till USA, som var tvunget att återupprätta amerikansk kontroll. Kanadensiska pälshandlare delade fortfarande ut brittiska flaggor och brittiska medaljer till den lokala indianska befolkningen. Den första åtgärden var att hindra kanadensarna från att nå Nordvästterritoriets inre. Det skedde genom att anlägga militära fort som behärskade flodtrafikens huvudpulsådror.

## Byggnation

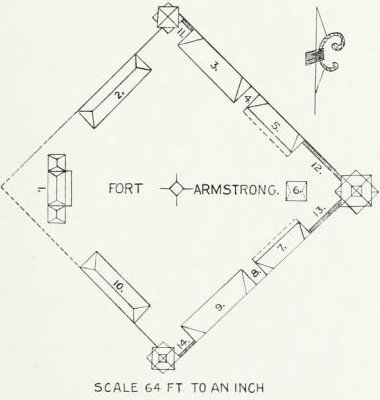
Skiss från 1819 som visar fortets byggnader.
- 1 Chefsbostad *2 Sjukstuga och läkarbostad
- 3 Kasern *4 Port 5* Förråd *6 Krutmagasin *7 Förråd
- 8 Port *9 Kasern *10 Officersbostäder *Övriga siffror betecknar stenmurar.

Fort Armstrong byggdes 1816 på den södra ändan av Rock Island-ön i Mississippi, som ett av de militära fort vilka anlades efter 1812 års krig. Ett federalt handelsfaktori inrättades vid fortet, men lades ned när faktorissystemet avskaffades 1822. 

## Nedläggning
Fort Armstrong lades ned därför att krigsdepartementet beslöt koncentrera de militära styrkorna till färre och större etablissemang.